# Wehrawaldklinik

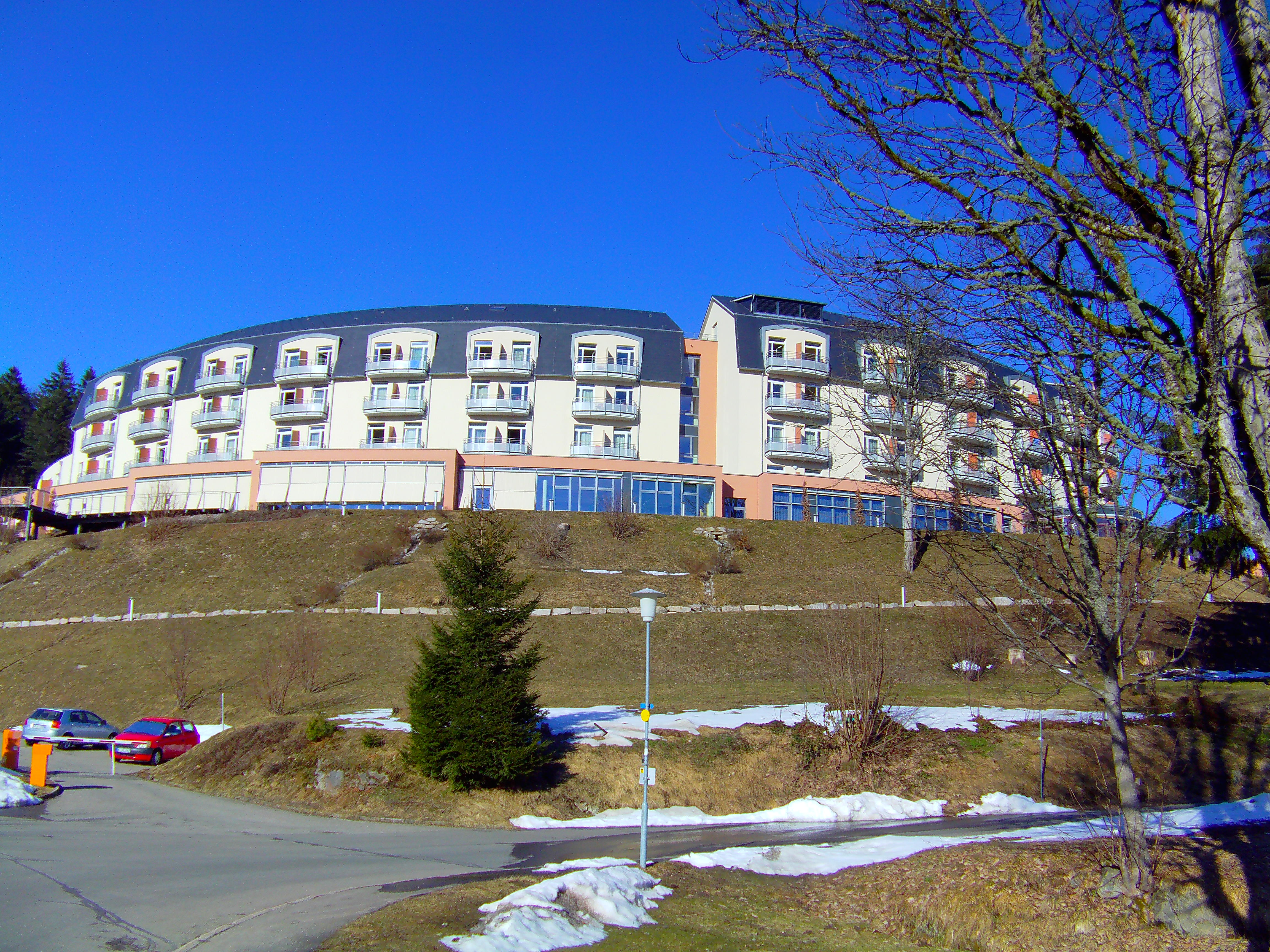
Wehrawaldklinik

Die Wehrawaldklinik ist eine Kurklinik der Deutschen Rentenversicherung Bund und liegt in der Gemeinde Todtmoos im Südschwarzwald; etwa 50 Kilometer südlich von Freiburg entfernt.

## Indikationen
Die Wehrawaldklinik weist drei Indikationsschwerpunkte auf. Hauptsächlich werden psychosomatische  Krankheiten, Brustkrebs und Tumorerkrankungen der Lunge behandelt. Des Weiteren werden Erkrankungen der Lunge und der Atemwege behandelt, ferner Sarkoidose und obstruktive Schlafstörungen.

## Geschichte der Klinik
Im Jahr 1901 wurde die Klinik als „Lungensanatorium Wehrawald“ durch den St. Blasier Kurhausbesitzer Otto Hüglin gegründet. Mit der Ausarbeitung der Baupläne und der Bauleitung wurde nach einem ausgeschriebenen engeren Wettbewerb der Züricher Architekt Jacques Gros betraut. Die Klinik galt als Muster der „Bau- und Einrichtungshygiene“. Reiche Patienten aus dem In- und Ausland suchten in „Wehrawald“ Heilung von der Tuberkulose. Schon nach kurzer Zeit genoss Todtmoos als das „deutsche Davos“ hohes Ansehen. 1928 kam die Klinik an die deutsche Reichsversicherungsanstalt für Angestellte. 1954 wechselte der Besitz zur Bundesversicherungsanstalt für Angestellte. 1961 wurde unterhalb der alten Klinik ein Neubau mit dem Schwerpunkt Thoraxchirurgie errichtet. In den 1960er Jahren wurde unter dem Schweizer Chirurgen Hans Good die Lungenresektion als Routineeingriff eingeführt. Die Klinik Wehrawald wurde durch diese Behandlung der Lunge weltberühmt. 
Im Jahr 1979 wurde die alte Klinik abgerissen, 1983 der letzte Lungenpatient entlassen und die Klinik in ein Rehabilitationszentrum umgewandelt. 2002 wurde von der Bundesversicherungsanstalt für Angestellte ein viergeschössiger Neubau auf dem Gelände der alten Klinik geplant und bis 2005 errichtet. Der Bau von 1961 wurde gesprengt und der freigewordene Platz wird als Parkplatz für die neue Klinik genutzt. Die Einrichtung wurde ab der Eröffnung am 20. Dezember 2005 zunächst von Ingomar-Werner Franz geleitet. Von 2006 bis 2019 wurde die Klinik von Hansjörg Schäfer geführt. Seit 2019 ist Gerhard Sütfels medizinischer Leiter der Wehrawaldklinik.

## Ausstattung
Die Klinik verfügt über 224 Zimmer und hat neben einem Bewegungsbad auch eine Sauna, einen Kraftraum sowie eine Kreativabteilung, Bibliothek, Cafeteria und Musikraum.

## Sonstiges
Die Klinik Wehrawald ist Mitglied im "Deutschen Netz Rauchfreier Krankenhäuser".

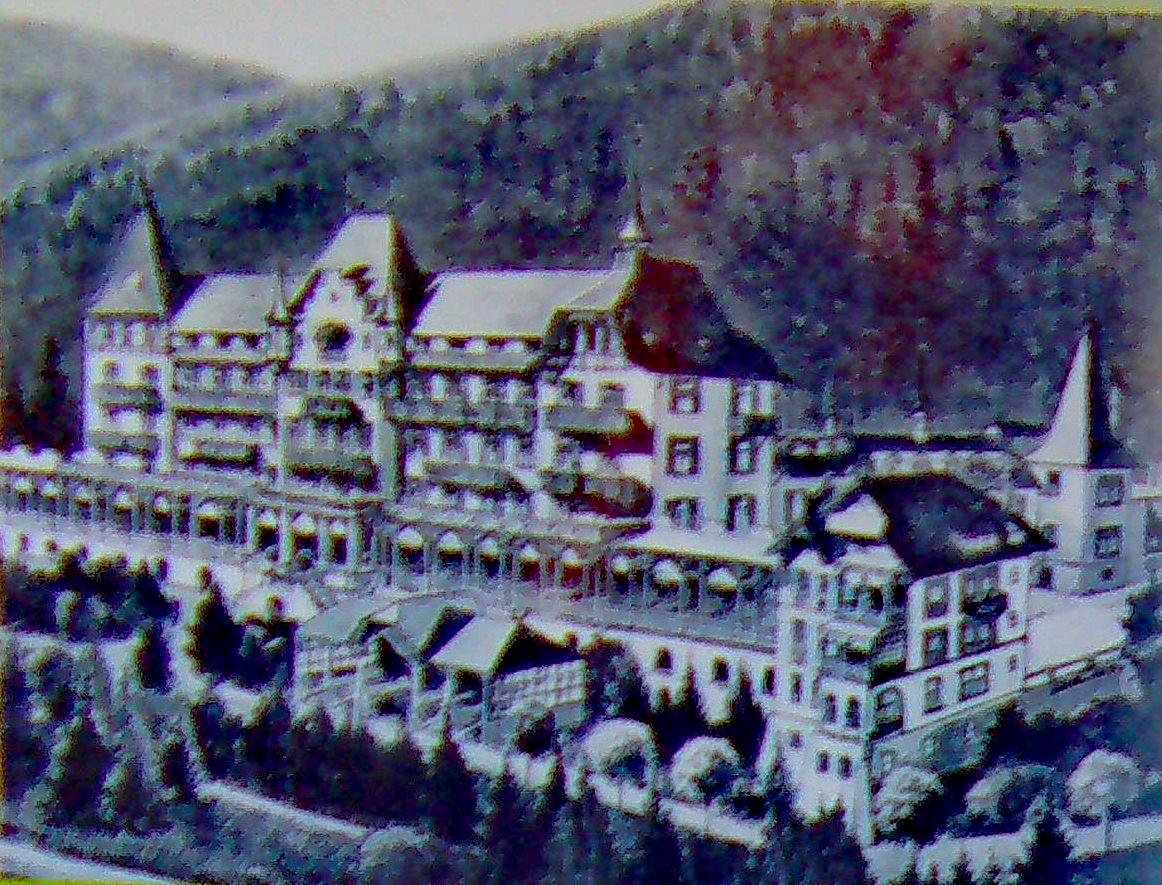
Die alte Wehrawaldklinik von 1901
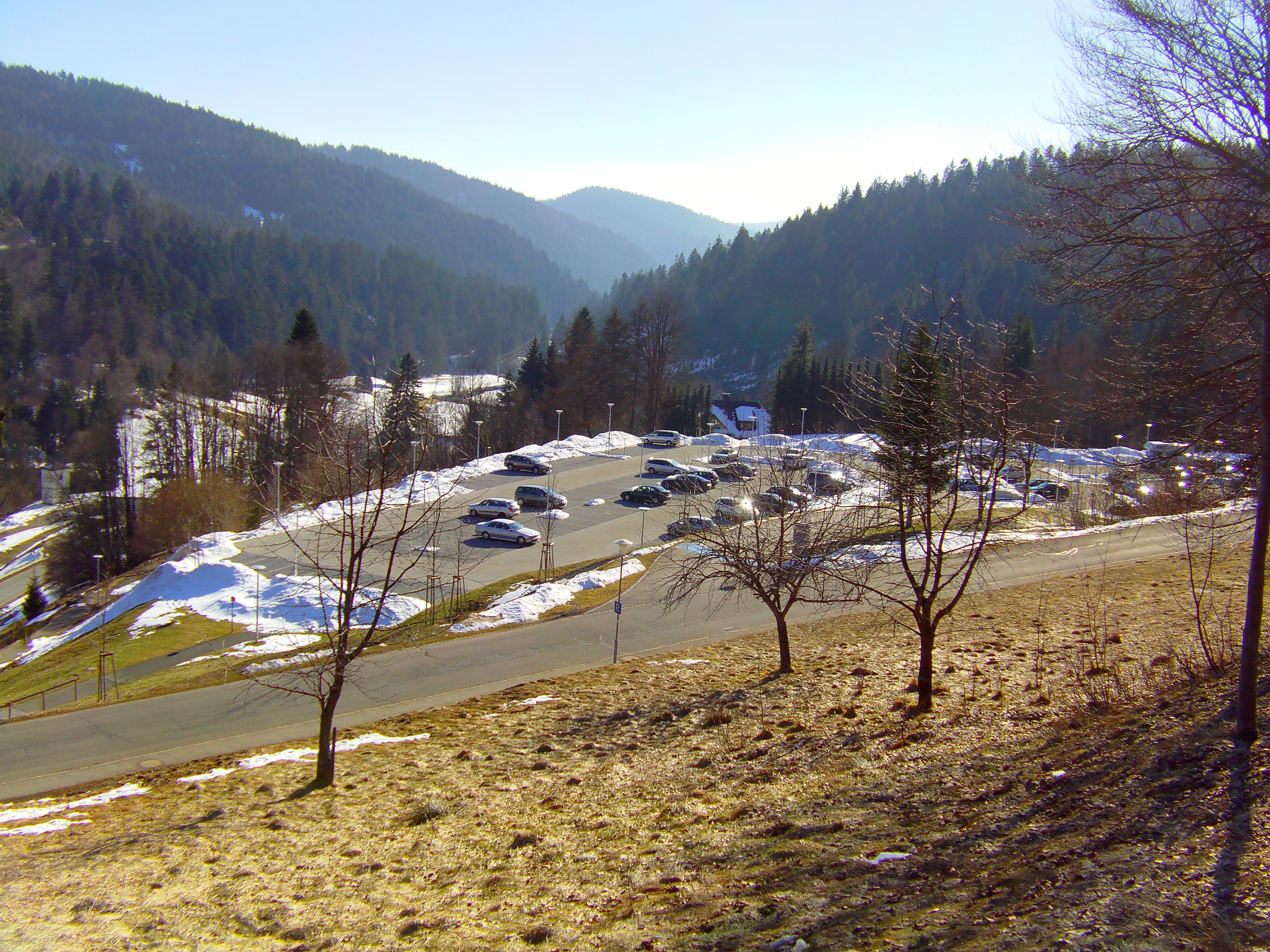
Der Parkplatz der Klinik, ehemalige Stelle des Baus von 1961
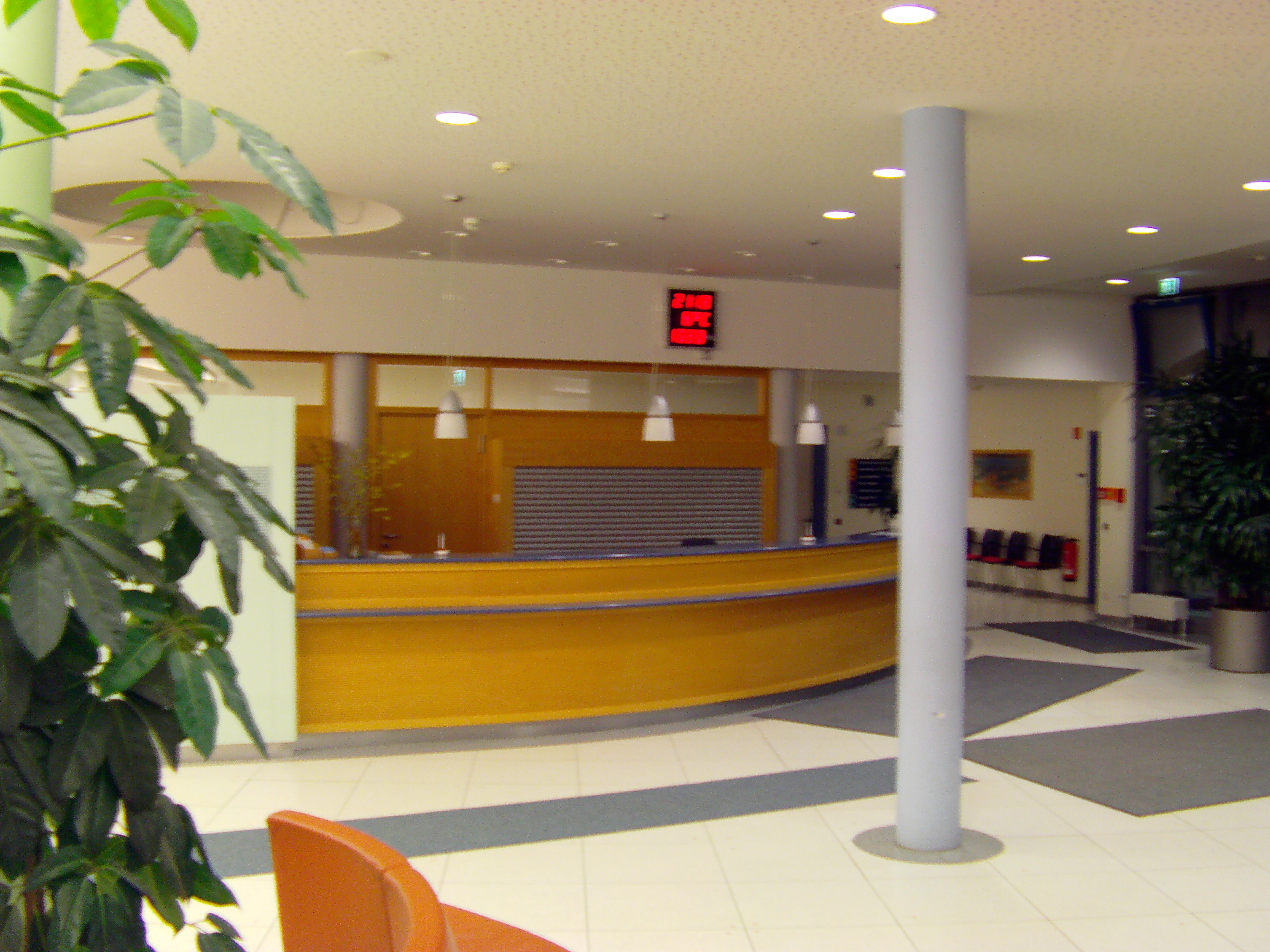
Rezeption
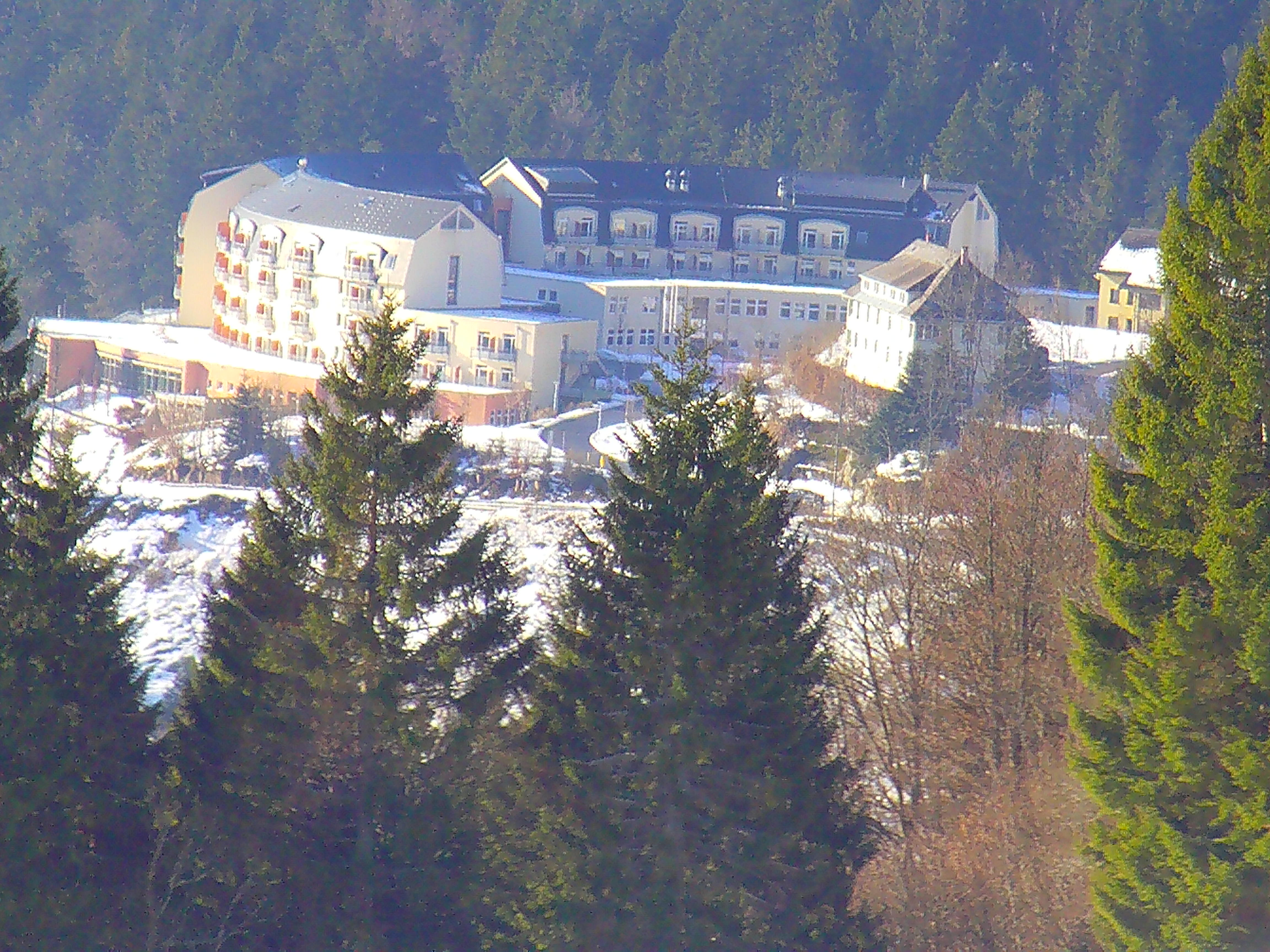
Die Klinik aus größerer Entfernung